# Pablatnicovití
Pablatnicovití (Megophryidae) je čeleď žab, které jsou rozšířené v jihovýchodní Asii. Obsahuje necelých 100 druhů.
Žáby měří na délku od 2 do 12,5 cm. Díky svému povrchu těla jsou hlavně v lesích dobře maskovány.
U pablatnice Leptobrachella laui, která byla vědecky popsána v roce 2014, byl zjištěn obrácený amplex (samička uchopuje samečka).
Synonyma
- Leptobrachiini (Dubois, 1980)
- Megalophreidina (Bonaparte, 1850)
- Oreolalaxinae (Myers & Leviton, 1962)

## Taxonomie
podřád Mesobatrachia
- čeleď Megophryidae (Bonaparte, 1850) – pablatnicovití
  - rod Atympanophrys (Tian and Hu, 1983) – Pablatnice
  - rod Borneophrys (Delorme, Dubois, Grosjean, Ohler, 2006)
  - rod Brachytarsophrys (Tian and Hu, 1983) – Pablatnice
  - rod Leptobrachella (Smith, 1925) – Pablatnice
  - rod Leptobrachium (Tschudi, 1838) – Pablatnice
  - rod Leptolalax (Dubois, 1980) – Pablatnice
  - rod Megophrys (Kuhl and Hasselt, 1822) – Pablatnice
  - rod Ophryophryne (Boulenger, 1903) – Pablatnice
  - rod Oreolalax (Myers and Leviton, 1962) – Horalka
  - rod Scutiger (Theobald, 1868) – Horalka
  - rod Vibrissaphora (Liu, 1945) – Pablatnice
  - rod Xenophrys (Günther, 1864) – Pablatnice